# 費努阿里武-阿齊納納納
費努阿里武-阿齊納納納是馬達加斯加的城市，也是阿纳兰吉鲁富区的首府，位於圖阿馬西納以北約100公里的東部沿岸，2005年人口20,439。
17°22′S 49°25′E / 17.367°S 49.417°E